# Hugo-Preuß-Straße 34 (Mönchengladbach)

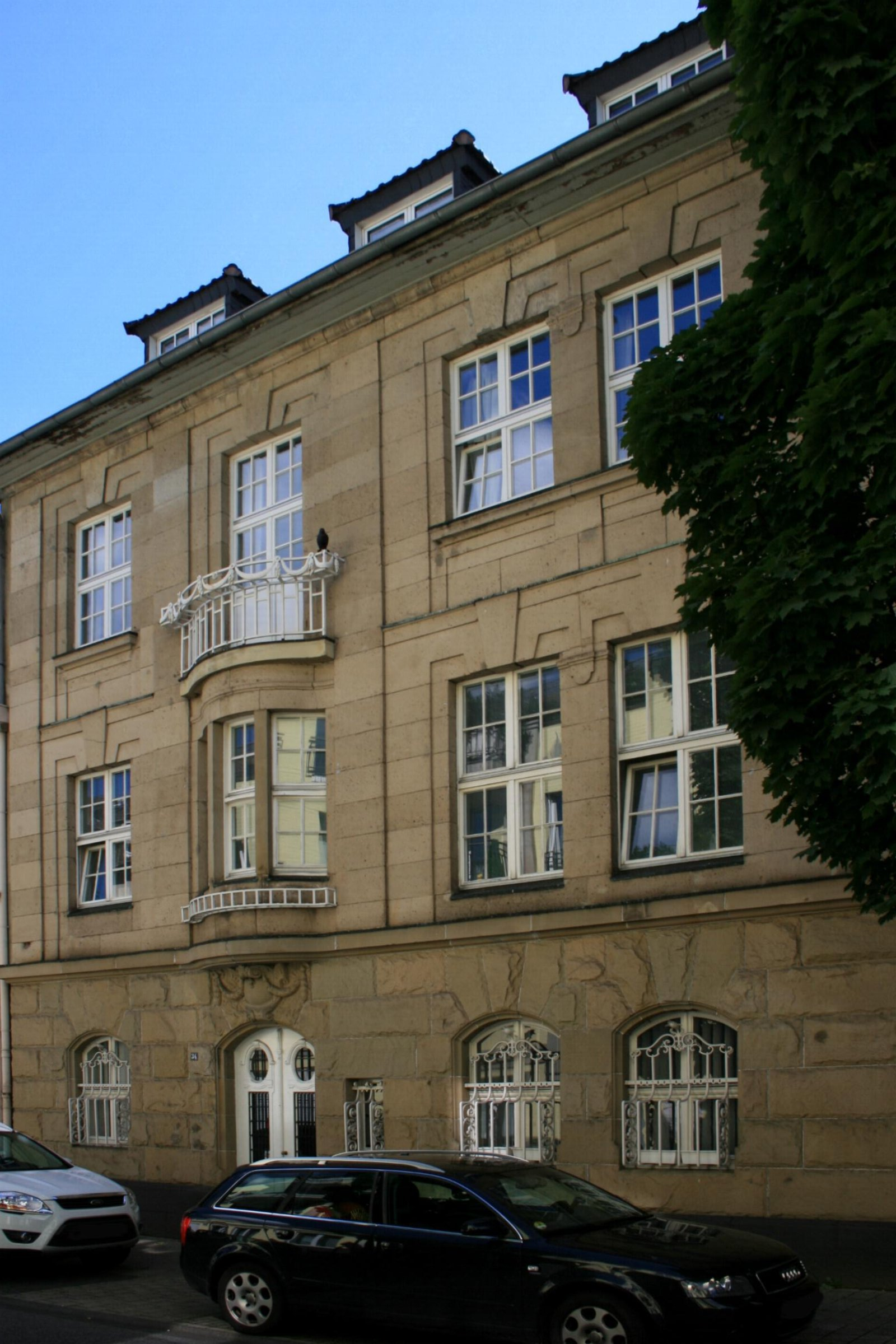
Wohnhaus (2010)

Das Wohnhaus Hugo-Preuß-Straße 34 steht im Stadtteil Rheydt in Mönchengladbach (Nordrhein-Westfalen).
Das Gebäude wurde 1905/06 erbaut. Es wurde unter Nr. H 070  am 4. Februar 1992 in die Denkmalliste der Stadt Mönchengladbach eingetragen.

## Lage
Das Objekt liegt auf der Südseite der die Limitenstraße und Odenkirchener Straße verbindenden Hugo-Preuß-Straße in unmittelbarer Stadtkernnähe.

## Architektur
Es handelt sich um ein traufständiges, vierachsiges und dreigeschossiges Wohnhaus unter einem Mansarddach mit sehr repräsentativer Natursteinfassade und weit vorgezogener Dachtraufe.